# John Hogan (escultor)
John Hogan (Tallow, 14 d'octubre de 1800 - Dublín, 1858) fou un escultor neoclàsic irlandès. El seu treball més conegut és el Crist mort en marbre, la primera versió està datada de 1829.

## Biografia
John Hogan va néixer el dia 14 d'octubre 1800 a Tallow en el Comtat de Waterford. Va passar la seva infància a la ciutat de Cork. Als dotze anys va aconseguir un treball al despatx d'un advocat. No li agradava aquest treball per la qual cosa va passar a ser aprenent de l'arquitecte Thomas Deane, on va desenvolupar el seu talent per al dibuix i l'escultura. Va ser enviat a Roma, on va perfeccionar els seus dots artístics i va romandre prop de vint-i-cinc anys (1824-1848), després dels quals va tornar a Dublín. Va ser influït, entre d'altres, per l'escultor danès Bertel Thorvaldsen, que el tenia en gran estima.

## Obra

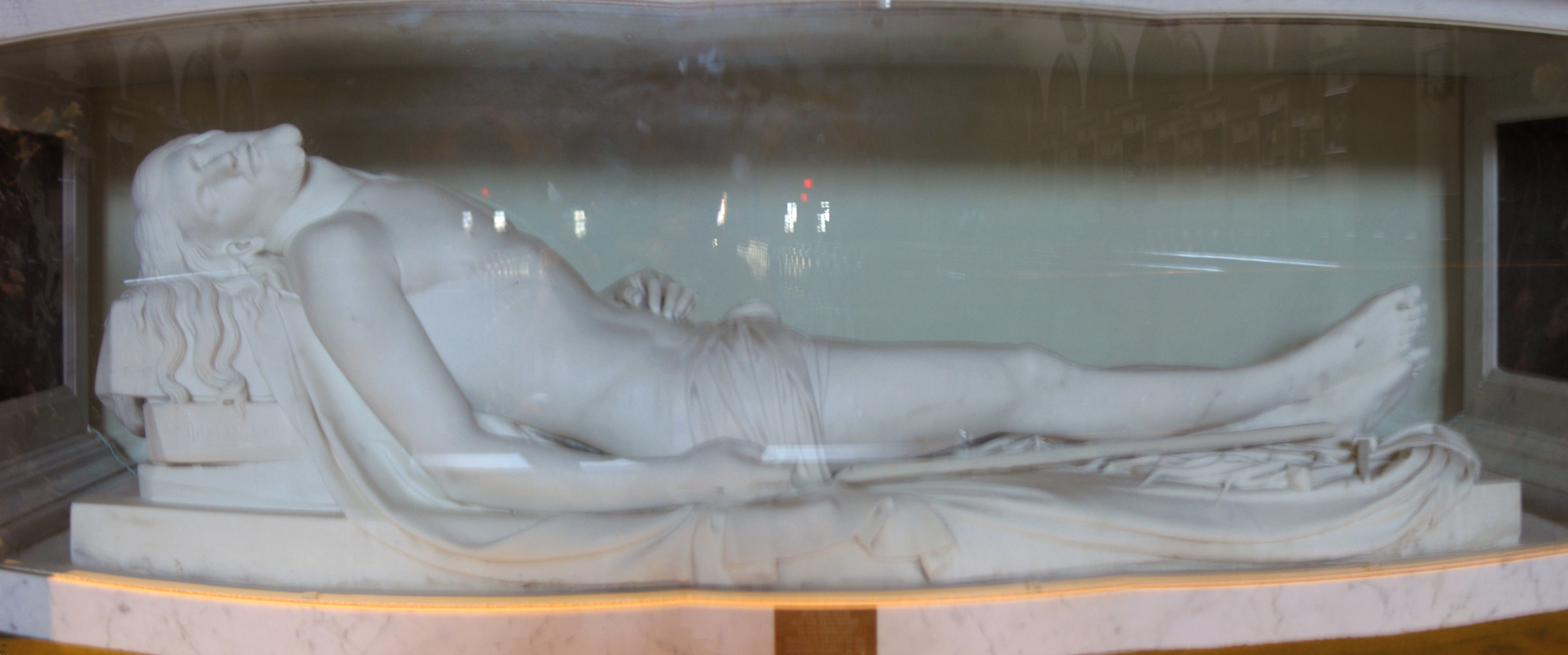
Crist mort a la Basílica de Sant Joan Baptista de Saint John's (Terranova i Labrador)

El treball més conegut d'Hogan va ser les seves tres versions de l'escultura en marbre de Carrara, anomenada The Redeemer in Death ("Mort del Redentor") o The Dead Christ ("Crist mort"). La primera versió, de 1829, està ubicada a St. Therese's Church (Església de Santa Teresa) a Dublín; la segona, de 1833, es pot veure a l'església de St. Finbarr's al sud de Cork i pel que fa a la tercera de 1854, es troba a la basílica de Sant Joan Baptista de Saint John's (Terranova i Labrador).
Va realitzar un gran retaule i diverses peces de mobiliari per a la Catedral de Santa Maria i Santa Anna, de Cork. A la Catedral de l'Assumpció de Maria a Carlow, es troba un monument acabat el 1839, dedicat al bisbe James Doyle, home important i defensor de l'Emancipació catòlica. A l'ajuntament de Dublín es troba una estàtua realitzada per Hogan en marbre de Daniel O'Connell.